# ジョヴァンニ・バッティスタ・オディエルナ

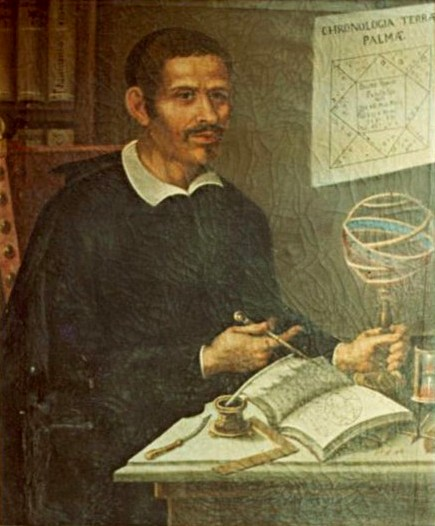
ジョヴァンニ・バティスタ・オディエルナ

ジョヴァンニ・バティスタ・オディエルナ（Giovanni Battista Hodierna 、1597年4月13日-1660年4月6日）は、17世紀シチリア島の天文学者。彗星やその他の天体を約40個掲載した天体カタログを作成した。この中には、彗星と混同される可能性のある星雲のような天体が少なくとも19個掲載されている。これはシャルル・メシエが編纂したメシエカタログより1世紀以上先んじたものであったが、その存在は20世紀に発見される以前はほとんど世に知られることなく、メシエもこのカタログの存在を知らなかったと考えられている。

## 生涯と業績
オディエルナは、1597年4月13日にシチリア島のラグーザで生まれた。1622年にシラクサで叙階を受けたのち、1625年から1636年までラグーザで司祭を務めた。
オディエルナは、1644年に顕微鏡による観測結果をまとめた L'ochio della mosca（ハエの眼）を著している。これは、最初に細胞の構造の詳細まで顕微鏡で観察を試みた例である。しかし、シチリアを出ることがなかった彼の研究の多くは20世紀になるまで埋もれてしまっていた。
1660年4月6日、パルマ・ディ・モンテキアーロで死去した。
小惑星(21047)オディエルナに名を残す。